# Nathan K
Natan Kidane Khaysaye, känd under sitt artistnamn Nathan K, född 31 oktober 1997, är en svensk rappare från Hässelby i Stockholm. Han slog igenom 2017 med låten Hon Bakk, och följde därefter upp detta med singeln Hon E Fly tillsammans med Ricky Rich som i juni 2023 har över 5 800 000 spelningar på Spotify.

## Karriär
Nathan K fick uppmärksamhet år 2017 när hans genombrottssingel Hon Bakk blev viral i Sverige. 
Efter det har han släppt låtar som genererat miljontals spelningar. Hans samarbete med artisten Ricky Rich på låten Hon E Fly sålde guld och har idag över 5 000 000 spelningar. Han följde upp detta med singeln I luften som även den sålde guld, med över 4 000 000 spelningar på Spotify.
Nathan K:s framstående verk inkluderar hans medverkan på låten Para Remix tillsammans med artister som Lani Mo, Ricky Rich, Thrife, Dree Low och Blizzy. Detta samarbete nådde platinastatus med över 8 000 000 spelningar på Spotify. Låten spenderade 5 veckor på Sverigetopplistan varav högsta placeringen var 53.
Han blev år 2018 inkluderad i Dopest lista över Sveriges ”Unga svenska artister att hålla koll på 2018”.

## Diskografi

### Singlar
- 2017 - Hon Bakk
- 2017 - Hon E Fly (med Ricky Rich)
- 2018 - I luften
- 2018 - Ögon i Nacken
- 2018 - Raya (med Macky), Sony Music Entertainment Sweden
- 2018 - Chilla Kant, Sony Music Entertainment Sweden
- 2018 - Down, Sony Music Entertainment Sweden
- 2019 - Rockstar, Sony Music Entertainment Sweden
- 2019 - La Bella, Amuseio AB
- 2019 - Top Boy, Amuseio AB
- 2020 - Back on Track, Virgin Music Sweden
- 2020 - Rackz, Virgin Music Sweden
- 2020 - Nada till Dior (med Robbz x Brookz), Virgin Music Sweden
- 2021 - Nada till Dior (Remix) (med Don V, Fungz, Lani Mo, Wafi), Virgin Music Sweden
- 2022 - Mama Mia

### Inhopp
- 2017 - Hon är aldrig nöjd (med OVÖ), Universal Music AB & Stadsbild Musik AB
- 2017 - Kinky (med African Sunz, OVÖ), Caroline / Universal Music AB
- 2018 - VIBE (med Ivory)
- 2018 - Följer med mej (med OVÖ), Universal Music AB & Stadsbild Musik & Media AB
- 2018 - Para Remix (med Lani Mo, Ricky Rich, Thrife, Dree Low, Blizzy), Stadsbild Musik & Media AB & Universal Music AB